# 원태인
원태인(元兌仁, 2000년 4월 6일~)은 대한민국의 야구 선수로 현재 KBO 리그의 팀인 삼성 라이온즈의 투수로 활동하고 있다.

## 어린 시절과 경력
2000년 4월 6일에 대구광역시 동구에서 태어났다. 아버지인 원민구는 실업 야구팀인 제일은행 야구단에서 내야수로 선수 생활을 했던 야구인이며 1984년 한국프로야구 신인 드래프트에서 삼성 라이온즈의 지명을 받기도 했다. 1997년부터 2018년까지 경복중학교 야구부 감독을 맡기도 했다. 당시 대구 지역 중학교 야구팀 감독으로는 최장기 재임 감독이었으며 후진 양성에 기여했다. 15살 위인 이복형인 원태진도 야구를 했으며 2005년 한국프로야구 신인 드래프트 당시 SK 와이번스의 지명을 받고 프로 선수가 되었으나 1년 만에 부상으로 은퇴했다. 이후 아버지 밑에서 경복중학교 야구부 코치를 맡았다.
야구인 가정에서 자라면서 어린 시절부터 야구를 접했으며 대구율하초등학교를 졸업한 후 아버지가 야구부 감독으로 있던 경복중학교로 진학했다. 중학교 재학 시절인 2015년에는 삼성기 야구대회와 대통령기 중학야구대회 등 대회에서 우승을 하면서 두각을 드러냈다. 이후 경북고등학교로 진학했으며 고교 재학 시절인 2018년에 일본 미야자키에서 열린 2018년 U-18 아시아 야구 선수권 대회에 참가했다.
한편, 프로 초창기 46번을 달았지만 뒷날 아버지와 형이 현역 선수 시절 사용한 데다 본인(원태인)도 고등학교 때까지 쓴 18번으로 교체했다.

## 선수 경력
2019년에 삼성 라이온즈의 1차 지명을 받아 입단하였다. 2019년 3월 26일 롯데전에서 구원 등판하며 데뷔 첫 경기를 치렀고, 경기에서 0.2이닝 무실점을 기록했다. 이후 선발진에 있던 투수들이 연이어 이탈하자 선발 로테이션에 합류했다. 2021년에 데뷔 첫 두 자릿수 승을 달성했다.

## 트리비아
- 6살 때 시구를 한 적이 있다.
- 오재일이 두산 베어스 소속이었을 때 오재일에게 상당히 약했다.
- 씨엔블루 소속의 정용화의 닮은 꼴로도 유명하다.[4]

## 광고
- 컴투스 프로야구 2022 (with 이정후)

## 출신 학교
- 대구율하초등학교
- 경복중학교
- 경북고등학교

## 통산 기록
| 연도 | 팀명  | 평균자책점 | 경기 | 완투 | 완봉 | 승 | 패 | 세 | 홀 | 승률  | 타자 | 이닝 | 피안타 | 피홈런 | 볼넷 | 사구 | 탈삼진 | 실점 | 자책점 |
| ---- | ----- | ---------- | ---- | ---- | ---- | -- | -- | -- | -- | ----- | ---- | ---- | ------ | ------ | ---- | ---- | ------ | ---- | ------ |
| 2019 | 삼성  | 4.82       | 26   | 0    | 0    | 4  | 8  | 0  | 2  | 0.333 | 493  | 112  | 119    | 12     | 39   | 5    | 68     | 65   | 60     |
| 2020 | 삼성  | 4.89       | 27   | 0    | 0    | 6  | 10 | 0  | 0  | 0.375 | 626  | 140  | 162    | 19     | 56   | 5    | 78     | 84   | 76     |
| 2021 | 삼성  | 3.06       | 26   | 0    | 0    | 14 | 7  | 0  | 0  | 0.667 | 655  | 158⅔ | 147    | 11     | 51   | 5    | 129    | 59   | 54     |
| 2022 | 삼성  | 3.92       | 27   | 0    | 0    | 10 | 8  | 0  | 0  | 0.556 | 700  | 165⅓ | 175    | 16     | 38   | 4    | 130    | 75   | 72     |
| 2023 | 삼성  | 3.24       | 26   | 0    | 0    | 7  | 7  | 0  | 0  | 0.500 | 634  | 150  | 157    | 15     | 34   | 6    | 102    | 61   | 54     |
| 2024 | 삼성  | 3.66       | 28   | 1    | 0    | 15 | 6  | 0  | 0  | 0.714 | 670  | 159⅔ | 150    | 17     | 42   | 7    | 119    | 68   | 65     |
| 통산 | 6시즌 | 3.87       | 160  | 1    | 0    | 56 | 46 | 0  | 2  | 0.549 | 3778 | 885⅔ | 910    | 90     | 260  | 32   | 626    | 412  | 381    |